# Diákszínjátszás

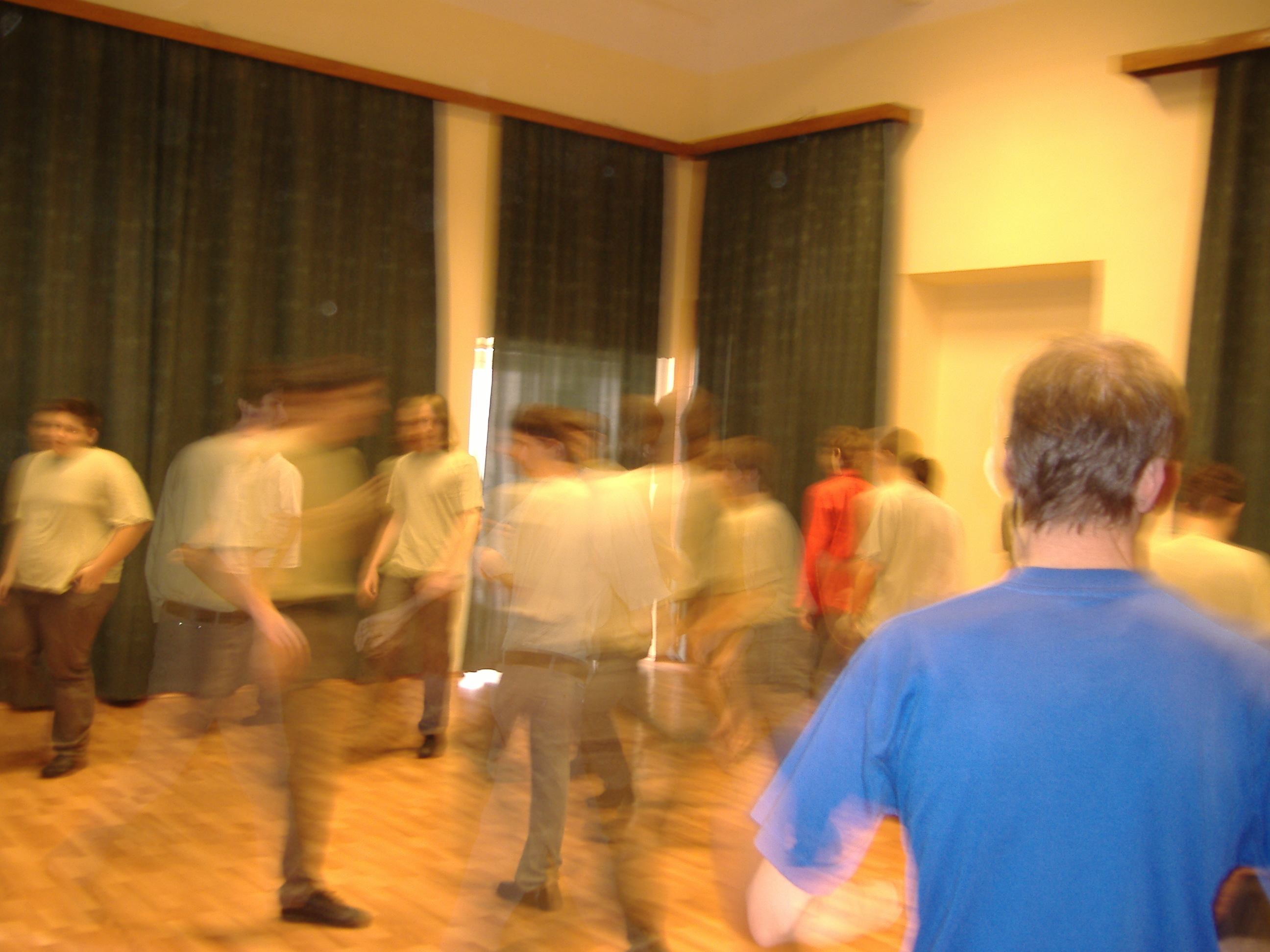

A diákszínjátszás, főleg a gimnáziumi diákszínjátszás fő célja, hogy segítse a gyerekek érvényesülését akár az iskolában, akár a későbbiek folyamán. Olyan hasznos dolgokat tanulhatnak meg egy-egy próba, előadás, évad során a diákok, miképp kommunikáljanak egymással, hogyan létesítsenek emberi kapcsolatokat, hogyan érvényesüljenek, hogyan erősítsék önbizalmukat, csökkentsék lámpalázukat hogyan dolgozzanak közösségben. Persze, nagyon sok múlik a csoportvezetőn, mit jelöl ki célnak, miket akar elérni egy csoporttal.

## A diákszínjátszás haszna
A diákszínjátszás nem olyan népszerű elfoglaltság a diákok körében, megfelelő beállítottság és természetesen szabadidő is kell hozzá. Az is nehézséget okozhat, hogy, ha valaki csatlakozni akar, akkor már egy kialakult és összekovácsolódott közösségbe kell egyedül belépnie, és ez az első nagy próbatétele a színjátszósoknak.

## Fesztiválok
Minden évben rendeznek területi és országos diákszínjátszó fesztiválokat, ahol a csoportok abban az évadban elkészült darabjaikat mutathatják be. Nagy elismerés a csoportnak, ha egy ilyen versenyen  diadalmaskodhat, mert azt sugallja, hogy akár a profi színészet területén is van jövőjük.

## A diákszínjátszó
Sok diákszínjátszó játszik el a gondolattal, hogy színészi karriert fusson be, de csak néhányukban van meg a megfelelő ambíció és tehetség a továbblépéshez. Nagyon sok múlik azon, hogy a csoportvezető mennyire bátorítja, segíti a diákjai munkáját, mennyire fontos az, hogy egy csoport csupa tehetséges gyerekekkel legyen tele.

## Amatőr színpadok
Hiszen minden hasznos, pedagógiai oldala mellett a diákszínjátszás valójában egy amatőr munka, leginkább szórakozás, időtöltés. Habár alapvetően egy közönség előtt megszólaló folyamat, nem alapvető célja, hogy esztétikai élményt nyújtson a nézőknek. 

## A rendező
A rendezőnek inkább pedagógusnak kell lennie, mint színházi embernek, hiszen rengeteg hatása lehet egy ilyen közösség a diák életére. A legtöbb csoport manapság nem hosszú életű, hiszen, amint egy gimnáziumi generáció kimegy, gyakran darabjaira hullik, és nincs ami összetartsa, nehéz négy évenként megújulni.